# De Phenix (Nes)
De Phenix is een koren-en oliemolen in Nes op het waddeneiland Ameland in de Nederlandse provincie Friesland.

## Beschrijving
In Nes stonden al sinds 1629 korenmolens. De huidige molen werd in 1880 gebouwd ter vervanging van een afgebrande voorganger. De naam van de molen is een verwijzing naar de Feniks, de mythologische vogel, die na verbranding herrijst uit de as. De molen werd in 1951 en 1981 gerestaureerd. In 1980 werd de molen eigendom van de gemeente Ameland.
De roeden van de molen zijn 18 meter lang en zijn voorzien van het Oudhollands hekwerk met zeilen. De inrichting bestaat uit een koppel maalstenen en enkele andere werktuigen. De molen is de enige koren-en oliemolen in de provincie Friesland en tevens de enige grondzeiler in Friesland die in bedrijf is als korenmolen en sinds 2022 ook als oliemolen. Vrijwillige molenaars stellen de molen bij een gunstige wind op zaterdag van 13:00 tot 17:00 uur in gebruik.
Anno 2021 is de molen in restauratie. De molen krijgt een kelder met een installatie als oliemolen.